# Aquadrom
Aquadrom és un parc aquàtic a Ruda Śląska, al districte d'Halemba, a la vall de Kłodnica, a la conurbació d'Alta Silèsia. Consta de tres zones, relacionades amb els esports, la recreació i les saunes. L'Aquadrom compta amb la primera piscina de la regió amb fons totalment mòbil, i una piscina d'immersió, de 7 metres de profunditat, una de les poques piscines d'aquesta profunditat a Polònia.
Va ser inaugurat el 8 de desembre de 2012, com el tercer parc aquàtic de la regió, després de les instal·lacions de Tarnowskie Góry (març de 2001) i Dąbrowa Górnicza (febrer de 2004). La construcció de l'Aquadrom va costar 119 milions de PLN. L'inversor és Park Wodny a Ruda Śląska, i el contractista general és Polimex-Mostostal SA. Després de la seva obertura, el parc aquàtic va estar dues vegades a punt de fallir. El 2016, en el marc d'una col·laboració publicoprivada, va incorporar el gimnàs Smart Gym. És un equipament popular pels seus preus i accés.